# The Top Dog
The Top Dog er en britisk stumfilm fra 1918 af Arrigo Bocchi.

## Medvirkende
- Kenelm Foss - Jerry Perris
- Mary Odette - Margaret Drum
- Hayford Hobbs - Dick Drum
- Charles Vane - Gregory Horne
- Evelyn Harding - Mademoiselle Cibot